# Абрамов Анатолій Михайлович
Анатолій Михайлович Абрамов (1917—2005) — радянський та російський письменник, педагог та науковець, літературознавець, поет. Заслужений діяч науки РФ, член Спілки Російських письменників, член редколегії журналу «Подъём» (1957—2005), член Міжнародної асоціації літературних критиків з 1969 року (Париж).

## Біографія
Закінчив філологічний факультет Саратовського педінституту. 1939 року, за порадою та рекомендацією А. П. Скафтимова, вступив до аспірантури ІФЛІ.
Учасник Великої Вітчизняної війни (Карельський фронт). Після війни закінчив аспірантуру МДУ й 1949 року захистив дисертацію «Поетична майстерність В. Маяковського в поемі „В. І. Ленін“» (МДУ) під керівництвом Л. І. Тимофеєва. Доктор філологічних наук (1970), доцент, а потім професор Воронезького університету (1949—2005).
1960 року у ВДУ було створено кафедру радянської літератури, яку А. М. Абрамов очолював 21 рік (1960—1981).
1969 року у спеціалізованій раді МДУ він захистив докторську дисертацію «Лірика та епос Великої Вітчизняної війни. Проблематика. Стиль. Поетика». 1971 року Абрамову було надано звання професора. З 1981 р. він працював на посаді професора кафедри російської літератури XX ст.
Основну сферу літературної діяльності Абрамова як критика та літературознавця складала російська література радянського періоду. Майже все життя він писав вірші. Перші вірші публікувалися в альманасі «Литературный Саратов» у 1936—1938 рр., потім публікувалися у фронтовому друку, потім у великій кількості збірок поетів-фронтовиків. Його вірші опубліковані у престижному виданні «Венок славы», збірнику «Поэзия — ты вся из окопа», в «Антологии русского лиризма» та багатьох інших. Був учасником Першої Всесоюзної наради молодих письменників у 1947 році, багатьох письменницьких з'їздів та нарад. У своїй докторській дисертації А. Абрамов, мабуть, вперше, виконав серйозний аналіз творчості поетів — в'язнів фашистських таборів смерті. Навколо цього, крім великої архівної роботи та великого листування з поетами, що залишилися живими, була відчайдушна боротьба за право сказати про це правду. Цій темі було присвячено його промову на другому з'їзді письменників РРФСР (1966). Абрамовим опубліковано понад 200 критичних та літературознавчих робіт, враховуючи перші позитивні критичні відгуки про Василя Кубаньова, Анатолія Жигуліна, Олексія Прасолова та інших поетів. У Воронезькому Державному університеті за ініціативою Анатолія Абрамова було створено кафедру радянської літератури, якою він керував упродовж 22-х років. Протягом кількох десятиліть вів велике листування з багатьма відомими письменниками. Ще в 1934 році отримав відповідь від Шолохова, Ще в 1934 році отримав відповідь від Шолохова, якому надсилав свої вірші. У повоєнні роки листувався з Ісаковським, який написав Абрамову близько сотні листів. Опубліковано листування А. Абрамова з Твардовським. У 14 томі зібр. тв. Віктора Астаф'єва на стор. 175 опубліковано цікавий лист А. Абрамову, присвячений поезії Рубцова та Прасолова.

### Літературознавчі книги
- Поетична майстерність Маяковського у поемі «Владимир Ильич Ленин» (1953);
- «Поэма Маяковского „Владимир Ильич Ленин“» (1955);
- «Октябрьская поэма Маяковского» (1958);
- «Голоса земли Алексея Кольцова» (1964);
- «Лирика и эпос Великой Отечественной войны» (1 вид. — 1972, 2 вид. — 1975);
- «В соавторстве с временем» (1982);
- «В огне великой войны. Проблематика. Стиль. Поэтика» (1987).